# Caria philema
Caria philema är en fjärilsart som beskrevs av Hans Ferdinand Emil Julius Stichel 1910. Caria philema ingår i släktet Caria och familjen Riodinidae. Inga underarter finns listade i Catalogue of Life.